# Casekirchen
Casekirchen is een plaats en voormalige gemeente in de Duitse deelstaat Saksen-Anhalt, en maakt deel uit van het Burgenlandkreis.
Casekirchen telt 280 inwoners.